# Sielsowiet Oharewicze
Sielsowiet Oharewicze (biał. Агарэвіцкі сельсавет, ros. Огаревичский сельсовет) – sielsowiet na Białorusi, w obwodzie brzeskim, w rejonie hancewickim, z siedzibą w Oharewiczach.
Według spisu z 2009 sielsowiet Oharewicze zamieszkiwało 3061 osób w tym 2933 Białorusinów (95,82%), 50 Rosjan (1,63%), 44 Polaków (1,44%), 17 Ukraińców (0,56%) i 17 osób innych narodowości.

## Miejscowości
- agromiasteczka:
  - Kukowo
  - Oharewicze
- wsie:
  - Dębniaki
  - Kolonia
  - Krasynicze
  - Kruhowicze Małe
  - Kruhowicze Wielkie
  - Oharewicze Nowe
  - Przedział
  - Szaszki